# بندر اللافي
بندر سعد اللافي ، نائب سابق في مجلس الأمة الكويتي.
خاض انتخابات مجلس الأمة الكويتي 1963 في الدائرة الثالثة، وحصل على 488 صوت وحصل على المركز الخامس وفاز بالانتخابات ، وشارك في انتخابات مجلس الأمة الكويتي 1967 في الدائرة الثالثة، وحصل على 332 صوت وحل بالمركز العاشر وخسر بالانتخابات ، وشارك في انتخابات مجلس الأمة الكويتي 1971 في الدائرة الثالثة، وحصل على 295 صوت وحصل على المركز التاسع عشر وخسر بالانتخابات ، وشارك في انتخابات مجلس الأمة الكويتي 1975 في الدائرة الثالثة، وحصل على 457 صوت وحصل على المركز الثامن عشر وخسر بالانتخابات.